# Monitum
Il vocabolo latino monitum designa un avvertimento emanato dalla Congregazione per la Dottrina della Fede, destinato a un sacerdote in errore che viene minacciato del rischio di incorrere in una sanzione più severa. Questa pratica sostituì l’Indice dei libri proibiti, abrogato nel ’66.

## Storia
Nel 1856 fu pubblicato un monitum durante il pontificato di papa Pio IX, che rinnovava il divieto delle edizioni in volgare della Bibbia ad eccezione di quelle autorizzate.
Nelle decadi successive furono oggetto di monitum le opere di Pierre Teilhard de Chardin nel '62, Hans Kung nel ’75, il vescovo argentino Romulo Antonio Braschi (il 29 giugno 2002), colpevole di aver tentato di ordinare sacerdoti diverse donne cattoliche: Christine Mayr-Lumetzberger, Adelinde Theresia Roitinger, Gisela Forster, Iris Müller, Ida Raming, Pia Brunner e Angela White. Inoltre, nel ’61 fu pubblicato un monitum contro l'approccio del criticismo biblico nell’esegesi scritturale.